# Hikaru Kobayashi
Hikaru Kobayashi (小林ひかる?, Kobayashi Hikaru; Tokyo, 19 settembre 1976) è una ballerina giapponese, ex prima solista del Royal Ballet di Londra.

## Biografia
Kobayashi è nata a Tokyo e si è interessata al balletto all'età di tre anni guardando una trasmissione televisiva de Il lago dei cigni. I primi lavori professionali includevano l'apparire come bambina-modella per la televisione. Si è formata localmente ed è entrata a far parte della Scuola di Balletto dell'Opera di Parigi a 15 anni, diventando la prima studentessa giapponese della scuola. Dopo il diploma nel 1995, è entrata a far parte del Jeune Ballet de France, e si è unita al balletto di Zurigo nel 1996 e al balletto nazionale olandese nel 1999.
È entrata a far parte della compagnia del Royal Ballet come prima artista nel 2003 ed è stata promossa solista nel 2006 e prima solista nel 2009. È rimasta nella compagnia per quindici anni, danzando numerosi ruoli principali. Si è ritirata dal Royal Ballet nell'ottobre 2018.

## Repertorio
Il suo repertorio comprende:
- Principessa Aurora e il Bluebird pas de deux in La bella addormentata con le coreografie di Marius Petipa
- Gamzatti e Nikiya in La Bayadère coreografato da Natalija Makarova
- Marie Larisch in Mayerling di Kenneth MacMillan
- Myrtha e il Pas de six in Giselle coreografato e prodotto da Peter Wright
- Fairy Summer in Cenerentola
- Ballo della regina
- Offerta di compleanno
- Symphony in C
- La Valse
- Concerto
- In the Night

Ha ballato in numerose gala e come artista ospite in tutto il mondo, con compagnie tra cui New National Theatre Tokyo, Star Dancers Ballet, Cape Town City Ballet e Sofia Ballet.

## Vita privata
È sposata con il ballerino principale del Royal Ballet Federico Bonelli e hanno una figlia.

## Premi
- Concorso Internazionale del Vignale Danza del 1998, 1º premio